# Ruta 187 (Tlajomulco)
Ruta 187 (En abreviado R-187) o  Complementaria 102 (C-102) es una ruta de transporte público que circula en el Área Metropolitana De Guadalajara.

## Comienzos
La Ruta 187 (R-187) iniciaría operaciones en la década de los '80, siendo su primer derrotero de Tlajomulco Centro hasta Guadalajara Centro lo que actualmente sería la Ruta 186.
A principios de los 2000's se optaría para que la Ruta 187 fuera del Tlajomulco Centro hasta la Central Nueva.

## Accidentes
La Ruta 187 se ha visto involucrada en varios accidentes los cuales han dejado a varias personas lesionadas y dejando personas fallecidas.

### Atropellamientos
Con el paso del tiempo la Ruta 187 se ha visto involucrada con personas que han sido atropelladas y desafortunadamente han perdido la vida.
- Entre los casos destaca en donde la conductora atropellara a 2 personas dejando como resultado 1 menor de 5 años fallecido y un joven de 22 años lesionado de gravedad, siendo el accidente a la altura del Fraccionamiento Villa Fontana Aqua en Tlajomulco [1]

### Volcaduras
La Ruta 187 se ha visto involucrada en volcaduras donde han resultado varias personas lesionadas.
- La imprudencia del operador de la unidad TZ-212 ocasionaría que el vehículo volcara y dejara a 18 personas lesionadas, quedando el accidente a la altura de Lomas De Tejeda [2] [3]

### Choques
Otros de los temas que se ha visto involucrada la Ruta 187 ha sido en el tema de choques con otros vehículos.
- Entre los casos destaca el accidente en donde la unidad TZ-777 se impactará de frente con una camioneta de LALA, dicho accidente terminaría con 11 personas lesionadas y 1 persona fallecida (el chofer de la camioneta de LALA), dicho accidente sería en Carretera A Santa Fe a la altura de Lomas De Tejeda. [4]
- Otro choque y el cual ocasionaría que Autobuses Tlajomulco perdiera la concesión, sería en dónde 2 unidades de la misma empresa chocaran de frente, En el accidente se verían involucradas las unidades TZ-428 y la TZ-366, siendo ocasionado por el chofer de la unidad TZ-428 ya que pasajeros comentan que venía a 100 km/hr, perdiendo el control de la unidad e impactandose de frente de la unidad TZ-366, dejando a 26 personas lesionadas (15 en estado de Regular a Grave) y 4 personas fallecidas, siendo el accidente a la altura del Fraccionamiento La Fortuna. [5] [6]

## Retiró De Concesión
Tras verse involucrada en varios accidentes y presentar varias anomalías Autobuses Tlajomulco perdería la concesiones de la Ruta 187  y además serían retiradas de circulación varias unidades. 

### Anomalías Detectadas
- Unidades no contaban con Póliza De Seguro.
- Falta del Engomado de Fisico - Mecanica.
- Falta de Documentación que acredité la propiedad de las unidades.
- Unidades con Placas extraviadas.
- Unidades con Placas Federales en vez de Placas Estatales.
- Unidades con más de 15 años de antigüedad. [9]

Tras verse retiradas las unidades de la Ruta 187 (R-187), la empresa paraestatal Sistecozome brindaria el apoyo con 14 unidades las cuales se identificarian como R-187-E (Ruta 187 Emergente) 

## Controversias

### Ruta Modelo
Tras dar a conocer el entonces Gobernador Aristóteles Sandoval que para subir el Pasaje de $6.00 a $7.00 tendrían que pasar las rutas a ser Ruta Modelo las cuales tendrían que ser unidades con menos de 10 años de esa fecha, contar con Letrero de led con la ruta visualizada en el, entre otras características especiales para participar en el proyecto; la empresa Autobuses Tlajomulco daría a conocer que las unidades de la Ruta 187 (R-187) empezarían a cobrar $7.00 ya que fueron acreditados como Ruta Modelo esto ocasionando inconformidades con los pasajeros los cuales argumentaban que las unidades estaban en mal estado, los choferes daban una mala atención y muchas más inconsistencias. 

### Alza De Tarifa Con Camiones Pintados
Tras haber sido retirada la concesión de la Ruta 187, la empresa Autobuses Tlajomulco en su filial Transportes River empezaría a dar el servicio de la misma ruta pero en vez de cobrar $7.00 MXN cobraba $11.00 MXN, el inconveniente era de que cobraban el servicio como si fuera Transporte Público De Lujo pero eran unidades similares a las que traían anteriormente, solamente argumentando que el precio era porque era Transporte Público De Lujo y eran unidades con concesión federal, argumentando que el precio era dirigido por la Secretaría de Comunicaciones y Transportes. 

## Transportes RIVER
Tras haber sido retirada la concesión de la Ruta 187 Autobuses Tlajomulco optaría por crear una empresa filial para seguir operando con el mismo derrotero, motivo del cual se haría la empresa RIVER, siendo operada por Autobuses Tlajomulco y subsidiada por el Gobierno del Estado De Jalisco. 
En la inversión realizada se compraron unidades para la Ruta 187, Ruta 186 y una ruta de Tlajomulco hasta Cajititlan. 

## Flota
Tras la renovación masiva en el Transporte Público en Jalisco el Gobierno del Estado mandaria a traer varias unidades para el transporte público para que varias rutas se vieran beneficiadas, entre estas rutas esta la Ruta 187 y que por esta modernización cambiaria su nomenclatura a Complementaria 102 (C102). 
Las unidades que llegarían para esta ruta serían 50 autobuses de la marca King Long con el modelo XMQ6127G, contando con las siguientes características:
- Caja De Transmisión Allison
- Unidades De Gas Natural
- Unidades Con Motor Cummins
- Unidades Con Cupo De Hasta 92 Usuarios. [14] [15]